# Xan da Coba
Juan María de la Coba Gómez (Orense; 30 de marzo de 1829 - Orense; 9 de noviembre de 1899) más conocido como Xan da Coba fue un escritor e inventor español y uno de los personajes más excéntricos de la vida cultural de Orense.

## Trayectoria
Perito agrimensor de profesión, fue ebanista, inventor y poeta. Recordado por su invento del Pirandárgallo, un paraguas universal. Inventó también un idioma, el trampitán. Escribió dos piezas teatrales en gallego. El contenido de sus obras era de calidad pésima y carentes de acción y de interés.
Cerámica de Sargadelos hizo una botella con su figura.

## Obras
- La Galiciana, 1861.
- María Pita, 1863.

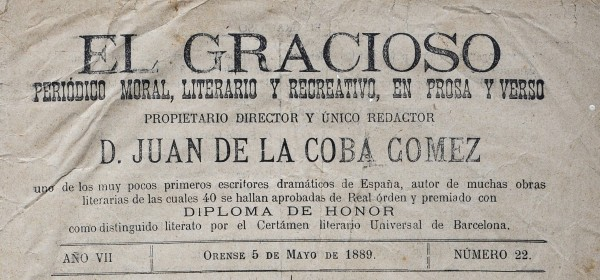
El Gracioso.

- Avisos al labrador principales nociones de agricultura, 1867.
- Grandes consejos: obra literaria de instrucción moral y recreativa, 1876.
- Desengaños : obra moral y en verso contra el crimen, 1880.
- Guerra en Melilla, 1888
- Una permuta fatal, 1889
- Juanita y Juan, 1890
- Cervantes, 1894
- Batalla de Lepanto, 1894
- La trampitana, 1895
- El conde y marqués, 1896
- Cuba es de España, Razones de la ley, 1896
- La fidelidad, 1897